# Tartui Egyetem
A Tartui Egyetem (észtül: Tartu Ülikool, latinul: Universitas Tartuensis)  Észtország és Észak-Európa legrégebbi egyeteme Tartuban. Észtország legrégibb és legnagyobb felsőoktatási intézménye az ország egyetlen tudományegyeteme. Az 1632-ben II. Gusztáv Adolf svéd király alapította egyetem jogállását tekintve Nemzeti Egyetem

## Története
Az egyetem alapításkor a város neve Dorpat volt így az egyetem mint a Dorpati Egyetem vált Európa szerte ismertté. Ezt követően az egyetem neve is és a város neve is a történelem viharai folytán sokszor változott.
- Academia Gustaviana (1632–1665),
- Academia Gustavo-Carolina (1690–1710),
- Császári Dorpati Egyetem (Imperatorszkij Derptszkij Unyiverszitet, 1802–1893),
- Császári Egyetem Jurjew (Imperatorszkij Jurjevszkij Unyiverszitet, 1893–1918),
- Az Észt Köztársaság Egyeteme Tartu (Eesti Vabariigi Tartu Ülikool, 1919–1940),
- A Keleti-tartomány Egyeteme Dorpatban (Ostland-Universität in Dorpat, 1941–1944),
- Tartui Állami Egyetem (Tartu Riiklik Ülikool, 1940–1941 és 1944–1989),
- Tartui Egyetem (Tartu Ülikool, 1989-től).

### Academia Gustaviana
Tartuban 1583-ban Báthory István lengyel király adta ki az engedélyt a Jezsuita rendnek egy gimnázium alapítására. Nem sokkal azt követően, hogy a svédek elfoglalták Livóniát ezt a jezsuita gimnáziumot emelte Gusztáv Adolf 1632-ben egyetemi rangra . A Academia Gustaviana Dorpatensis ezzel a második legrégebbi svéd egyetemmé vált az 1477-ben alapított Uppsalai Egyetem után.
Az egyetem nem sokáig működött Dorpatban. A svéd - orosz háborúk változó hadi sikereinek illetve sikertelenségeinek következtében először  Pärnu-ba költöztették, majd 1710-ben, miután a nagy északi háborúban Oroszország teljesen elfoglalta Livóniát, ideiglenesen be is zárták.

### Császári Dorpati Egyetem
Bár Észtország területe a nagy északi háborút követően az Orosz Birodalom részévé vált az itt élők megtartották észt illetve német kultúrájukat. A Balti-német lovagrend 1802-ben I. Sándor orosz cár reformintézkedéseit kihasználva újraalapította Császári Dorpati Egyetem néven a dorpati egyetemet. Az egyetem kurátora az orosz szolgálatban álló német Friedrich Maximilian Klinger lett, első rektorrá pedig a francia születésű orvost Georg Friedrich Parrot nevezték ki.
A Dorpati Egyetem 1802 és 1893 között német nyelven oktatott. Korabeli statisztika szerint az 1875-ben német nyelven oktató egyetemek között a dorpati a 11. helyet foglalta el. Az oktatók között nagy számban voltak német területekről származó professzorok és hallgatók is. Itt tanultak a balti-németek nemesség gyermekei. Kiemelkedő jelentőségű volt az orvosképzés a teljes Orosz birodalom számára képeztek orvosokat és állami hivatalnokokat. Az egyetem aranykora 1860 és 1880 közzé esik ekkor számos világhírű tudós oktatott Dorpatban (Johann Karl Simon Morgenstern, Alfred Wilhelm Volkmann, Gustav Teichmüller, Nobel-díjas Wilhelm Ostwald vagy  Karl Ernst von Baer)
Az egyetem arculatát ma is meghatározó egyetemi épületek zöme ebben a korszakban épült. 1803-ban Gottfried Albrecht Germann létre hozta Kelet-Európa legrégebbi arborétumát a Tartui Arborétumot. 1804-1809 között Johann Wilhelm Krause sziléziai építész tervei szerint felépítették az egyetem főépületét, 1805-ben szintén Krause tervei alapján a tartui Anatomicumot. Ez az anatómiai előadó számtalan európai anatómiai előadónak vált a mintaképévé, falai között az oktatás 1990-ig zajlott, jelenleg műemlék. 1811-ben épült fel a nevezetes Csillagda a világhírű csillagász Friedrich Georg Wilhelm von Struve irányításával.
- A régi csillagda épült 1810-ben. Friedrich Georg Wilhelm von Struve munkássága idején.
- Az 1803-ban Gottfried Albrecht Germann alapitott botanikus kert részlete.
- 1805-ben s Johann Wilhelm Krause tervei alapján épült Anatomicum.

### Császári Egyetem Jurjev[2]
1887-ben III. Sándor orosz cár a Baltikum területén lévő összes oktatási intézményben rendeletileg kötelezővé tette az orosz nyelvnek mint az oktatás kizárólagos nyelvének a használatát. Ez a rendelet a Dorpati Egyetemre is érvényes volt. Az egyetlen kivétel a dorpati egyetemnek a teológia fakultása, itt a lutheránus lelkészképzés 1916-ig német nyelven folyhatott.
1893-ban Dorpatot átnevezik Jurjevnek és ezzel egy időben az egyetem elnevezése is Császári Egyetem Jurjev-re változik.
A professzorok egy része, közöttük nagy tekintélyű tudósok, elhagyták az egyetemet, helyükre Oroszországból érkeztek oktatók és jelentősen megnőtt az ország belsejéből érkező orosz hallgatók száma is. Se az észt lakosság, se a balti német nemesség nem fogadta rokonszenvvel a változásokat. Az Oroszországból érkezett professzorok többször fordultak az udvarhoz támogatásért ilyen irányú elégedetlenségüket. A német hadsereg hadi sikereit követően 1915-ben hozzáláttak az egyetem evakuálásához. 1915 augusztusában az egyetem felszerelésének egy részét köztük értékes kéziratokat, metszeteket Nyizsnyij Novgorodba szállítottak, Nyizsnyij Novgorod nem volt képes befogadni az egyetemet így ezeket a felszereléseket tovább szállították Permbe. 1916 februárjában és márciusában további 40 vagon indult el Tartuból immáron egyenesen Permbe az egyetem könyvtárával beleértve a disszertációkat és a teljes katalógus állományt is. 1917. szeptember 12-én hozott végleges határozatot a minisztérium a Jurjevi Egyetem Voronyezsbe történő elhelyezéséről. A költözést 1917 szeptember 23-án kezdték az orvosi fakultás eszközeinek szállításával. Közben kitört az októberi forradalom. A Voronyezsi Egyetem létrejöttéről már a szovjet hatalom döntött. Az új önálló Voronyezsi Állami Egyetem létrejöttéről kiadott rendeletet a Népbiztosok Tanácsának elnöke Lenin írta alá. A Voronyezsi Egyetem a Tartuból evakuált eszközökkel, oktatókkal és diákokkal 1918 novemberében kezdett működni.
A Voronyezsbe került tartui egyetemi könyvtár és művészeti gyűjtemény a voronyezsi I. N. Kramszkij múzeumban látható. Kiemelkedő jelentőségű a Morgenstern gyűjtemény: 16-19 századi németalföldi, flamand, olasz és német festők művei. Az antik terrakotta és kerámia gyűjtemény stb.

### Az Észt Köztársaság Egyeteme Tartu
A Tarti Egyetem újra megnyitásával kapcsolatos előkészületeket az Észt Köztársaság 1918. február 24-i kikiáltását követően már márciusban megkezdődtek. A szervezési munkákat Peeter Põld vezette. Az Észt Köztársaság Egyeteme 1919.  december 1-én kezdte meg működését. Az oktatás észt nyelven folyik a tudomány egyetem elsődleges célja az észt kultúra művelése az észt nemzeti értelmiség képzése. Az oktatás színvonalának biztosítására kezdetben külföldi oktatókat hívtak elsősorban Finnországból és Svédországból.
Ennek a korszaknak nemzetközileg elismert tudósai: Ludvig Puusepp, Aleksander Paldrok, Heinrich Koppel orvosok, Teodor Lippmaa botanikus, Johannes Piiper zoológus.

### A Keleti-tartomány Egyeteme Dorpatban
A Keleti-tartomány Egyetemét a Keleti-tartomány (Észtország, Lettország, Litvánia és Belarusz) német közigazgatása (Reichskommissariat Ostland) nyitotta Tartuban. Az intézmény oktatási nyelve  német volt és célja a német birodalom számára megbízható szakemberek képzése. Az egyetemen oktatás elsősorban az orvosi, állatorvosi és mezőgazdasági fakultásokon folyt. A háború súlyos károkat okozott Tartuban. Az egyetem 22 épülete semmisült meg.

### Tartui Állami Egyetem
1939 augusztusában Németország és a Szovjetunió megkötötte a Molotov–Ribbentrop-paktumot Kelet-Európa érdekszférák szerinti felosztásáról.1940. június 17-én az észt kormány az elsöprő szovjet túlerő láttán harc nélkül lemondott. A Tartui Egyetemet azonnal átvette a szovjet hatalom és még 1940 őszén átnevezték Tartui Állami Egyetemnek. Az oktatás szovjetizálása azonnal megkezdődött a teológia fakultást szélnek eresztették. Az oktatási nyelv egyelőre észt maradt. Ez az állapot egy tanévig tartott. 1941 júliusában elfoglalták a várost a német csapatok.
A Tartui Állami Egyetem 1944-ben folytathatta tevékenységét. Az egyetemen 1944 és 1989 között két nyelven folyt az oktatás. Az orosz mellett észt nyelvű kurzusok is voltak. A Tartui Állami Egyetem a Szovjetunió 80 tudományegyetemének egyike lett.

## Tartui Egyetem (UT)
A Tartui Egyetem Észtország vezető oktatási és kutatási központja. 2014-ben a QS World University Rankings a 379. helyre rangsorolta. A Tartui Egyetem Észtország egyetlen tudományegyeteme. Az egyetemen 17 200 hallgató (ebből ~1000 külföldi) tanul. Az oktatók száma 1800 ebből 190 professzor.
Az egyetemen 9 fakultás van:
- Teológiai Kar
- Filozófiai Kar
- Közgazdaságtani Kar
- Jogi Kar
- Sporttudományi Kar
- Matematikai és Számítástudományi Kar
- Orvosi Kar
- Műszaki tudományok Kara
- Szociológiai és Neveléstudományi Kar

Az egyetemnek kihelyezett intézetei (College) vannak Tallinnban, Pärnuban, Narvában, és Villjandiban

## Partnerségi kapcsolatok
A Tartui Egyetem partner egyetemi elsősorban a Coimbra csoportból kerülnek ki.

 DEU Georg August Egyetem Göttingen

 DEU Ernst Moritz Arndt Egyetem Greifswald

 DEU Hamburgi Egyetem Hamburg

 DEU Christian Albrechts Egyetem Kiel

 DEU Német Sportegyetem Köln

 DEU Konstanzi Egyetem Konstanz

 DEU Vesztfáliai Wilhelms Egyetem Münster

 FIN Helsinki Egyetem Helsinki

 FIN Turkui Egyetem Turku

 NLD Amszterdami Egyetem Amszterdam

 NLD Groningeni Egyetem Groningen

 RUS Lomonoszov Egyetem Moszkva

 RUS Állami Egyetem Szentpétervár Szentpétervár

 SWE Göteborgi Egyetem Göteborg

 SWE Lundi Egyetem Lund

 SWE Uppsalai Egyetem Uppsala

## Ismert személyiségek
- Juris Alunāns, lett költő
- Betti Alver, író
- Paul Ariste, nyelvész
- Bereczki Gábor, nyelvész

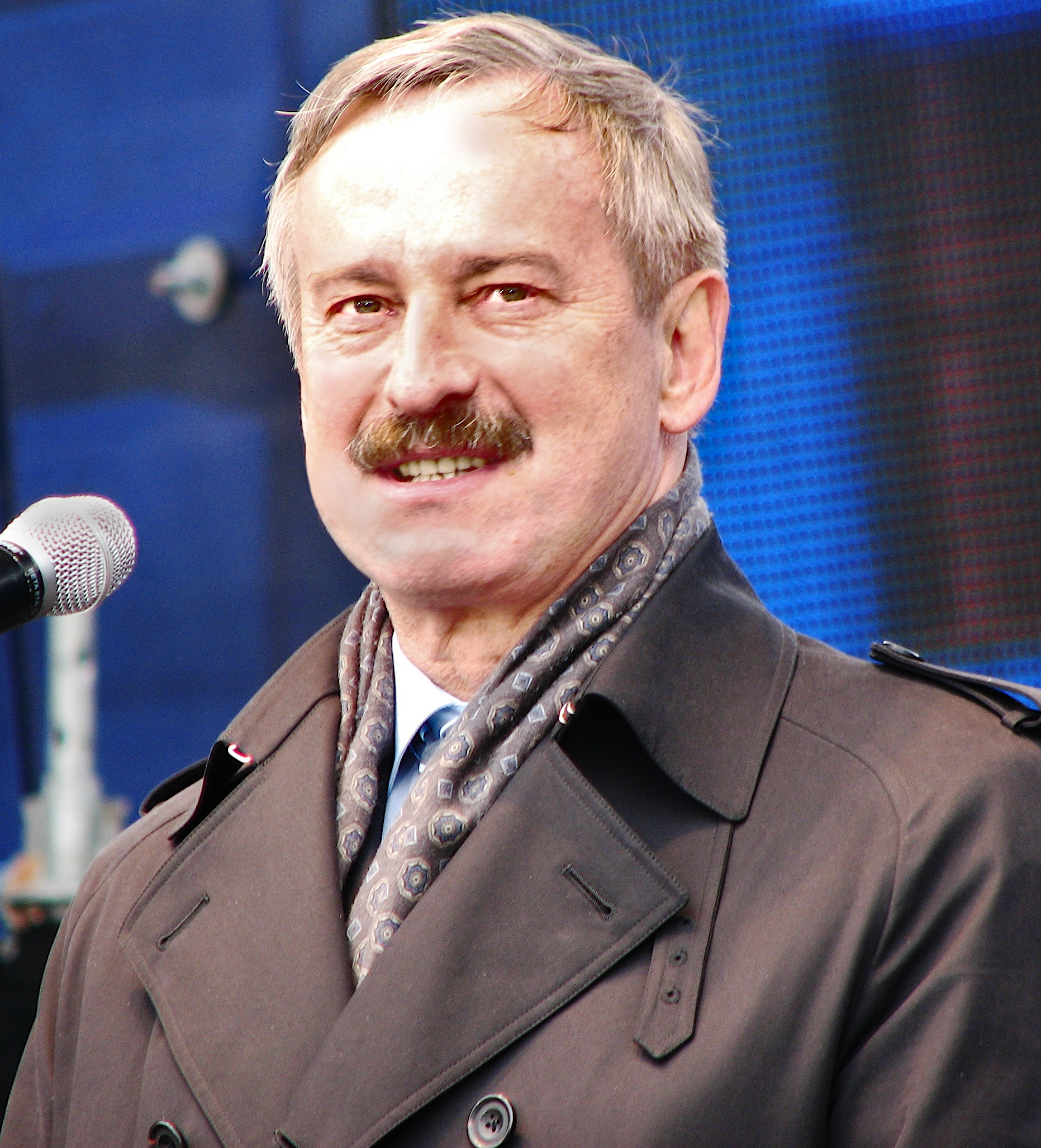
Siim Kallas, EU-biztos

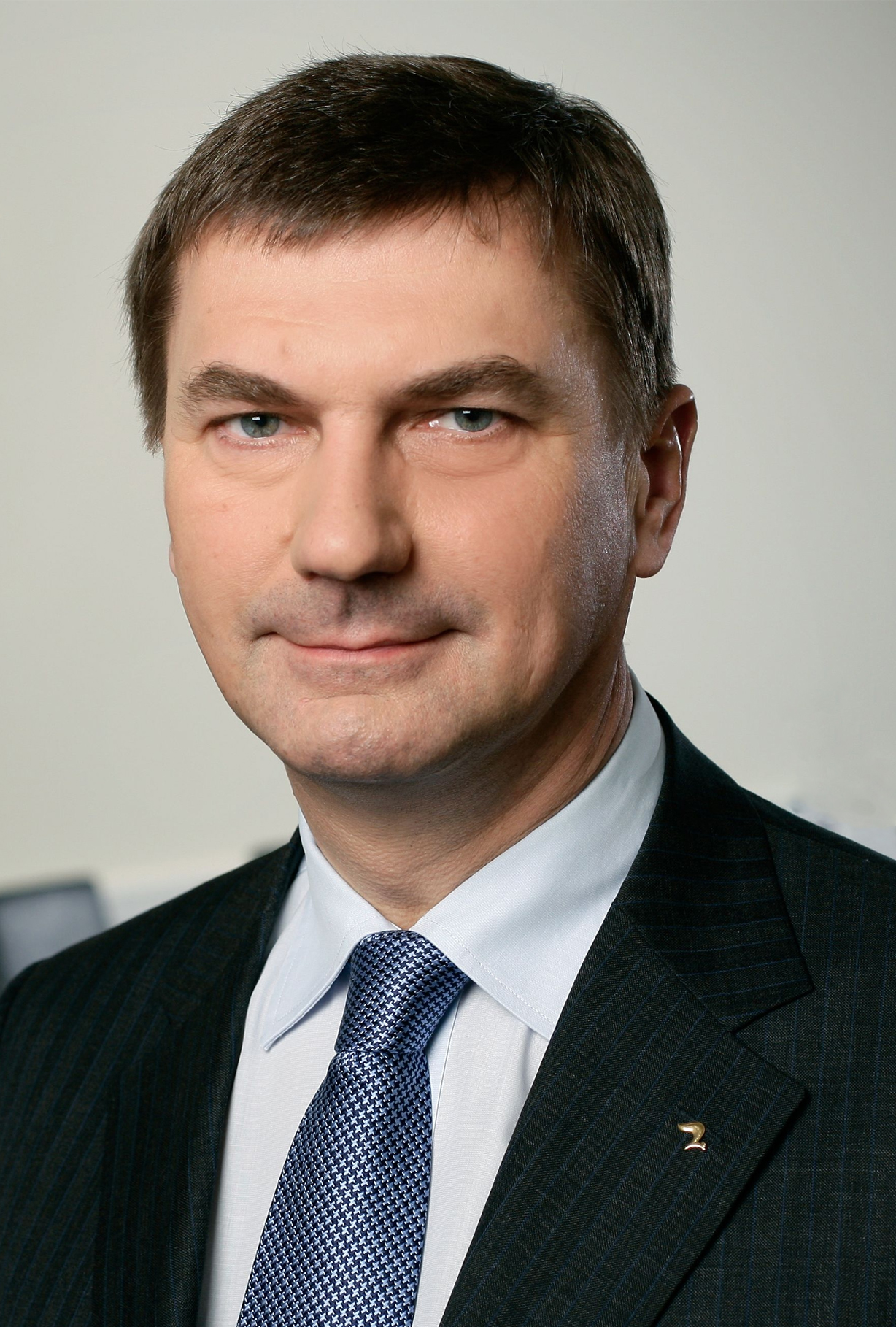
Andrus Ansip, Észtország miniszterelnöke

- Martin Bertlef, magyar származású bölcsészdoktor
- Ernst Heinrich Bruns, csillagász
- Magnus Johann von Grotenhjelm, tábornok
- Györke József, nyelvész
- Christian Martin Joachim Frähn, orientalista
- Maarja Kangro, költő, műfordító
- Paul Keres, sakk nagymester
- Emil Kraepelin, pszichiáter, pszichológus
- Friedrich Reinhold Kreutzwald, orvos és író
- Jaan Kross, író
- Mart Laar, politikus, Észtország miniszterelnöke
- Étienne Laspeyres, közgazdász
- Heinrich Lenz, fizikus
- Kalju Lepik, költő
- Lennart Meri, politikus
- Wilhelm Maurenbrecher, történész
- Orlay János, sebészorvos
- Wilhelm Ostwald, Nobel-díjas vegyész 1909
- Nyikolaj Ivanovics Pirogov, orvos
- Friedrich Georg Wilhelm von Struve, csillagász
- Heiti Talvik, költő
- Riin Tamm, genetikus
- Anton Hansen Tammsaare, író